# República de Cabinda
```
   |-
       |
Erro:
:  
valor não especificado para "
nome_comum
"
```

A República de Cabinda foi um estado secessionista de Angola que tentou separar a província de Cabinda. O Estado secessionista foi proclamado independente de Portugal em 1 de agosto de 1975 pela Frente para a Libertação do Enclave de Cabinda (FLEC), a partir de Quinxassa, porém sendo efetivamente implantado na zona rural do território somente em 1 novembro de 1975, sem conseguir dominar qualquer cidade ou vila relevante de Cabinda, mesmo tendo suporte inicial do Zaire e da França. Porém, em janeiro de 1976 já não havia mais presença da FLEC em qualquer parte do território da província de Cabinda, com o "Governo de Cabinda" estando no exílio desde então.
Desde a sua derrota militar completa em 1976 para o governo da República Popular de Angola recém-independente, a FLEC reivindica a soberania de Cabinda, operando no exílio, com escritórios inicialmente localizados Quinxassa, e depois localizados em Paris e Ponta Negra. A reivindicação da FLEC é reconhecida apenas pela Federação dos Estados Livres da África e pela União de Estados Livres, mas que não tem existência real, uma vez que Cabinda é de jure e de facto uma província de Angola.

## Representação

Bandeira da Frente de Libertação de Estado de Cabinda

A Frente para a Libertação do Enclave de Cabinda (FLEC), que reclama ser o partido nacionalista que representa os interesses de Cabinda, aderiu à Organização das Nações e Povos Não Representados (UNPO), uma associação que representa povos e nações não reconhecidas pela ONU, passando dessa forma a ser a entidade partidária que controla o governo no exílio da "República de Cabinda" perante esta entidade. Em 2011, deixou de ser membro da associação.
A principal reclamação da FLEC baseia-se num reconhecimento por parte da Organização da Unidade Africana, ocorrido em maio de 1963, que reconhecia Cabinda como o 39º Estado do continente africano a ser descolonizado.
Também faz parte da Federação de Estados Livres de África, uma federação que reúne estados africanos, reconhecido pela UNFS.
Geograficamente este território, originalmente chamado "Congo Português", esteve territorialmente ligado a Angola até à Conferência de Berlim, quando Portugal foi forçado a ceder à Bélgica uma faixa substancial do Sul do território, ao longo do Rio Congo, para facilitar o acesso do então Congo Belga ao mar. Na mesma altura Portugal agregou Cabinda administrativa e politicamente a Angola. Cabinda tornou-se deste modo um distrito de Angola colonial, passando depois da independência de Angola ao estatuto de província.

## Governo no exílio
O governo de Cabinda, no exílio, é constituído pelo Presidente Antonio Luis Lopes, pelo Primeiro Ministro Patrick Lola, pelo Ministro dos Negócios Estrangeiros Francisco Bilendo, pelo Ministro da Segurança do Interior Mateus Boma, pelo Ministro da Defesa Pancrácio Bungo Lubendo e pelo Ministro do Petróleo Simão Pedro Nkueka.